# تات‌لی (آغ‌استفا)
تات‌لی (به لاتین: Tatlı) یک منطقه مسکونی در جمهوری آذربایجان است که در شهرستان آغ‌استفا واقع شده است. تات‌لی ۲۷۶۵ نفر جمعیت دارد.